# ألفرد جي. ألين
ألفرد جي. ألين (بالإنجليزية: Alfred G. Allen)‏ هو محامي وسياسي أمريكي، ولد في 23 يوليو 1867 في ويلمنغتون في الولايات المتحدة، وتوفي في 9 ديسمبر 1932 في سينسيناتي في الولايات المتحدة. حزبياً، نشط في الحزب الديمقراطي. وقد انتخب عضو مجلس النواب الأمريكي.